# Ciprian Rus
Ciprian Rus (Arad, 1º marzo 1991) è un calciatore rumeno, attaccante dell'Unirea Sântana.

## Carriera

### Club
Ha giocato nella massima serie rumena.

## Palmarès

### Club

#### Competizioni nazionali
- Liga III: 1

UTA Arad: 2014-2015 (Seria IV)